# (5791) Comello
(5791) Comello es un asteroide perteneciente al cinturón de asteroides, región del sistema solar que se encuentra entre las órbitas de Marte y Júpiter, descubierto el 29 de septiembre de 1973 por Cornelis Johannes van Houten en conjunto a su esposa también astrónoma Ingrid van Houten-Groeneveld y el astrónomo Tom Gehrels desde el Observatorio del Monte Palomar, Estados Unidos.

## Designación y nombre
Designado provisionalmente como 4053 T-2. Fue nombrado Comello en honor a Georg Comello, astrónomo aficionado holandés. Sus intereses en astronomía incluyen estrellas variables, cometas y viajar alrededor del mundo para observar eclipses solares. Desde 1960 ha trabajado en el Instituto Kapteyn de la Universidad de Groningen, actualmente como bibliotecario. Ayudó a L. Plaut a medir y analizar sus placas de estrellas variables y todavía foamr parte del Grupo de Trabajo para Observadores de Estrellas Variables. Durante varios años ha sido el dibujante de los Sterrengids (el anuario holandés sobre eventos astronómicos), para lo cual prepara en particular la búsqueda de cartas para planetas menores. Ha escrito artículos para Hemel en Dampkring y Zenit y contribuye con sus conocimientos en periódicos, radio y televisión.

## Características orbitales
Comello está situado a una distancia media del Sol de 2.887 ua, pudiendo alejarse hasta 2.959 ua y acercarse hasta 2.815 ua. Su excentricidad es y la inclinación orbital 2.829 grados. Emplea 1792.00 días en completar una órbita alrededor del Sol.

## Características físicas
La magnitud absoluta de Comello es 12.8. Tiene 7557 km de diámetro y su albedo se estima en 0.282. 